# Modificação corporal

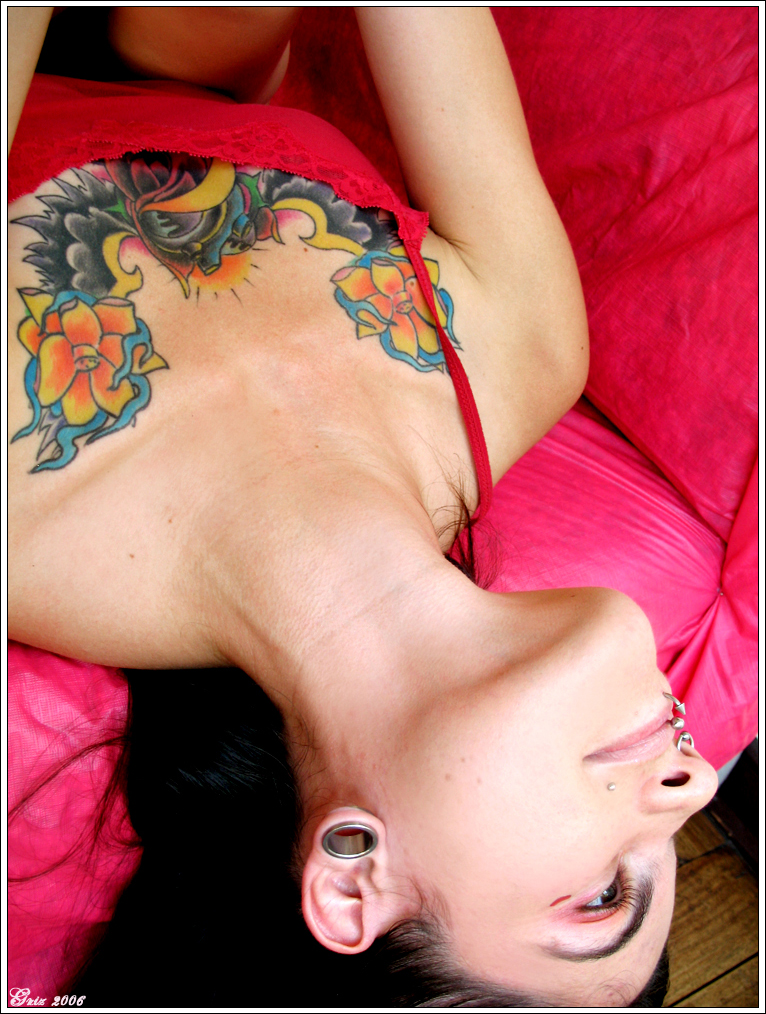
tatuagem e piercings

A modificação corporal (body modification) é a alteração deliberada e permanente do corpo humano por razões não médicas. Consiste em qualquer alteração realizada em qualquer parte do corpo, com o intuito de diferenciar o indivíduo de outros. Geralmente atrelada a demonstração de coragem, proteção ou algum rito de passagem, como por exemplo, para a idade adulta.
Pode se utilizar de várias técnicas como tatuagem, inclusão de corpos estranhos (metal, madeira, silicone, piercings etc.) E até mesmo criação de cicatrizes através de cortes (escarificação), queimaduras ou mutilações.  As práticas de modificação corporal existem há milhares de anos, como as tatuagens na Oceania, as perfurações na Ásia e na América, e a escarificação na África. Esses costumes tribais foram descobertos pelos marinheiros europeus no século XVI, mas ficaram marginalizados durante muito tempo. Na década de 1960, houve uma valorização da cultura oriental e as tatuagens passaram a ser mais populares. Já as perfurações e os piercings começaram na década de 1970, com os punks. Na década de 1990 ocorreu uma explosão de estilos e práticas. Atualmente também é tida como prática erótica.